# Stasina koluene
Stasina koluene är en spindelart som beskrevs av Cândido Firmino de Mello-Leitão 1949. 
Stasina koluene ingår i släktet Stasina och familjen jättekrabbspindlar. Inga underarter finns listade i Catalogue of Life.